# Linda Purl
Linda Purl (ur. 2 września 1955 w Greenwich) – amerykańska aktorka i piosenkarka. Występowała w roli Charlene Matlock w pierwszym sezonie serialu Matlock (1986–1987).

## Życiorys

### Wczesne lata
Urodziła się w Greenwich, w stanie Connecticut jako córka Raymonda i Marcie Purl, ale spędziła większość swojego dzieciństwa i wczesnej młodości w Japonii, gdzie ojciec pracował w fabryce firmy Union Carbide. Mając 7 lat, w 1962 była gospodarzem programu dla dzieci w telewizji w Tokio. W 1967, w wieku 11 lat, pojawiła się na scenie jak Helen Keller w anglojęzycznej wersji sztuki Williama Gibsona Cudotwórczyni (The Miracle Worker), a następnie w roli Louis w japońskiej wersji musicalu Król i ja (The King and I) autorstwa Richarda Rodgersa (muzyka) i Oscara Hammersteina II, Bet w Oliver!.

### Kariera
W wieku 16 lat powróciła do USA i w 1972 zadebiutowała na ekranie, grając niewielką rolę Amy Barron w westernie Jory u boku Robby’ego Bensona. Po ukończeniu Wykeham Rise School for Girls in the Arts w Washington (Connecticut), przez jakiś czas uczęszczała do Finch College. Uczyła się aktorstwa pod kierunkiem Maguerite Beale (1970-71), a w latach 1972–1974 w Lee Strasberg Theatre and Film Institute. W operze mydlanej CBS The Secret Storm (1973-74) występowała jako Doreen Post.
Pojawiała się w ogromnej ilości seriali telewizyjnych i telefilmach. Grała różnego typu postacie, w tym upośledzoną umysłowo nastolatkę Virginię Rae Hensler w teledramacie ABC Jak normalni ludzie (Like Normal People, 1979) z udziałem Shauna Cassidy, Zalmana Kinga, Hope Lange i Jamesa Keacha, jak i ofiary gwałtów i psychotycznych zabójców, a także prawdziwe bohaterki, takie jak Alice Roosevelt Longworth w biograficznym melodrmacie ABC/HBO Eleonora i Franklin (Eleanor and Franklin, 1976) czy dziennikarka Nellie Bly w teledramacie NBC Przygody Nellie Bly (The Adventures of Nellie Bly, 1981). W dwóch telewizyjnych westernach ABC Na preriach Dakoty (Young Pioneers, 1976) i Gwiazdka na prerii (Young Pioneers’ Christmas, 1976) wcieliła się w młodą mężatkę Molly Beaton, a w ekranizacji powieści Danielle Steel NBC Sekrety (Secrets, 1992) obok Christophera Plummera, Josie Bissett, Gary’ego Collinsa, Stephanie Beacham, Nicole Eggert i Bena Browdera zagrała poobijaną żonę Jane Adams. W telewizyjnym dreszczowcu Body Language (1992) z Heather Locklear była psychotyczną sekretarką.
Pracowała także na scenie, występując w latach 70. i 80. w małych teatrach w Los Angeles. Grała rolę Sandy w musicalu Grease (1980), Portię w Kupca weneckim w Globe Theatre (1980), Daisy w W pogodny dzień zobaczysz przeszłość (On a Clear Day You Can See Forever) z San Bernadino Light Opera Company w Kalifornii (1984), a także Theę w produkcji Hedda Gabler. Zastąpiła Stephanie Zimbalist w produkcji i zagrała w sztuce The Baby Dance (1990) o biednej południowej kobiecie planującej oddać swoje dziecko bogatej kalifornijskiej parze. Spektakl miał swoją premierę w Pasadena Playhouse zanim został przeniesiony na Off-Broadway w roku następnym. Dodatkowo, Purl występowała w Nowym Jorku i całej Południowej Kalifornii w spektaklach kabaretowych. Śpiewała również w klubach nocnych na całym niemal świecie. Jest laureatką czterech nagród Drama Logue dla najlepszej aktorki: w 1982 za rolę Ellen w Człowieku, który widział przez czas (The Man Who Could See Through Time), w 1984 za postać Prudence w Beyond Therapy, w 1985 za Julię w Romeo i Julii, a w 1986 za Annie w sztuce Toma Stopparda Prawdziwa rzecz (The Real Thing) w Mark Taper Forum w Los Angeles (1986).
W 1991 zagrała Wandę w produkcji broadwayowskiej Dwie matki autorstwa Jane Anderson ze Stephanie Zimbalist. Na Broadwayu wystąpiła jako Victoria Phillips w Getting and Spending (1998) w Helen Hayes Theatre i w roli Aunt Polly w musicalu Przygody Tomka Sawyera (2001). W 2008 na deskach Cleveland Play House w Cleveland, w Ohio w sztuce Tennessee Williamsa Szklana menażeria zagrała Amandę Wingfield, a w 2012 w spektaklu Rexa Reeda The Man That Got Away: Ira Without George w Jewish Community Center of San Francisco’s Kanbar Hall znalazła się w obsadzie obok Gregory’ego Harrisona.
W 2013 nagrała płytę „Midnight Caravan” z coverami 15 przebojów lat 40. i 50. z repertuaru Elli Fitzgerald, Judy Garland czy Rosemary Clooney.
W 2022 powróciła na scenę w roli Elizabeth Corban w sztuce Złap mnie jeśli potrafisz z Patrickiem Duffy.

## Życie prywatne
Była czterokrotnie mężatką; z aktorem i muzykiem Desi Arnaz Jr. (od 13 stycznia 1980 do 10 grudnia 1981), scenarzystą Williamem Broylesem Jr. (od 5 listopada 1988 do 1992), scenarzystą i producentem telewizyjnym Alexandrem Cary (od 23 lipca 1993 do 1999), z którym ma syna, oraz Jamesem Vinsonem Adamsem (od 15 lipca 2006 do 2011). Spotykała się także z aktorem Simonem MacCorkindale. W listopadzie 2020 związała się z aktorem Patrickiem Duffy.

## Filmografia

### Filmy
- 1966: Time Travelers
- 1970: Aru heishi no kake jako Rose Allen
- 1973: Jory jako Amy Barron
- 1975: Szalona mama (Crazy Mama) jako Cheryl
- 1976: Na preriach Dakoty (Young Pioneers, TV) jako Molly Beaton
- 1976: Eleonora i Franklin (Eleanor and Franklin, TV) jako Alice Roosevelt (w wieku 14-20 lat)
- 1976: Gwiazdka na prerii (Young Pioneers’ Christmas, TV) jako Molly Beaton
- 1977: Little Ladies of the Night jako Hailey Atkins
- 1979: Jak normalni ludzie (Like Normal People, TV) jako Virginia Rae Hensler
- 1981: Przygody Nellie Bly (The Adventures of Nellie Bly) jako Nellie Bly
- 1982: Amatorki (Money on the Side, TV) jako Annie Gilson
- 1982: Godziny odwiedzin (Visiting Hours) jako Sheila Munroe
- 1985: Midas Valley (TV) jako Sarah Corey
- 1988: W sidłach miłości (Addicted to His Love, TV) jako Cassie Robbins
- 1988: Viper jako Laura Macalla
- 1990: W sieci kłamstwa (Web of Deceit, TV) jako Lauren Hale
- 1991: Under Cover (TV) jako Kate Del’Amico
- 1992: Sekrety (Secrets, TV) jako Jane Adams
- 1992: Body Language (TV) jako Norma
- 1994: Damski spisek (Accidental Meeting, TV) jako Maryanne Bellmann
- 1996: Elza z afrykańskiego buszu – nowa przygoda (Born Free: A New Adventure, TV) jako Eleanor Porter
- 1998: Wielki Joe (Mighty Joe Young) jako dr Ruth Young
- 2000: Lokator doskonały (The Perfect Tenant, TV) jako Jessica Michaels

### Seriale TV
- 1973-74: The Secret Storm jako Doreen Post
- 1974: Synowie i córki (Sons and Daughters) jako Julie
- 1974: The Waltons (Waltonowie) jako Alicia Hanover
- 1974: Lucas Tanner jako Diane
- 1974: Szczęśliwe dni (Happy Days) jako Gloria
- 1975: Medyczna opowieść (Medical Story) jako Kim
- 1975: Centrum Medyczne (Medical Center) jako Leslie
- 1975: Beacon Hill jako Betsy Bullock
- 1975: Hawaii Five-O jako Ruth
- 1977: Serpico jako Magda
- 1977: Świadectwo dwóch mężczyzn (Testimony of Two Men) jako Mavis Eaton
- 1977: The Waltons (Waltonowie) jako Vanessa
- 1978: Na preriach Dakoty (Young Pioneers) jako Molly Beaton
- 1981: The Manions of America jako Deirdre O’Manion
- 1982–1983: Szczęśliwe dni (Happy Days) jako Ashley Pfister
- 1984: Ostatnie dni Pompeii (The Last Days of Pompeii) jako Nydia
- 1985: Napisała: Morderstwo (Murder, She Wrote) jako Terry Shannon
- 1985: Statek miłości (The Love Boat) jako Anne
- 1985: Alfred Hitchcock przedstawia (Alfred Hitchcock Presents) jako Lisa Tate
- 1986: Historie biblijne (The Greatest Adventure: Stories from the Bible; Samson and Delilah, animowany) jako Dalila (głos)
- 1986–1987: Matlock (serial telewizyjny) jako Charlene Matlock
- 1988: Napisała: Morderstwo (Murder, She Wrote) jako Crystal Wendle
- 1990: Ponadczasowe Opowieści z Hallmarku (Timeless Tales from Hallmark) jako Roszpunka (głos)
- 1991: Under Cover jako Kate Del’Amico
- 1993: Napisała: Morderstwo (Murder, She Wrote) jako Laura Callan
- 1994: Prawo Burke’a (Burke’s Law) jako Kelly Harris
- 1997: Port Charles jako Claire Wright
- 1998: Strażnik Teksasu (Walker, Texas Ranger) jako Barbara Conway
- 1998: Dotyk anioła (Touched by an Angel) jako Sally
- 2005: Dowody zbrodni (Cold Case) jako Diane Moore
- 2009: Kości (Bones) jako pani Diana Annenburg
- 2010: Gotowe na wszystko (Desperate Housewives) jako Lillian Allen[22]
- 2010: Zabójcze umysły (Criminal Minds) jako Colleen Everson
- 2010: Magia kłamstwa (Lie to Me) jako Meredith Spencer
- 2011: Homeland (serial telewizyjny) jako Elizabeth Gaines
- 2009–2013: Biuro (The Office) jako Helene Beesly
- 2014: Mroczne zagadki Los Angeles (Major Crimes) jako Doris
- 2014: Reckless (serial telewizyjny) jako Barbara Fortnum